# Llinda

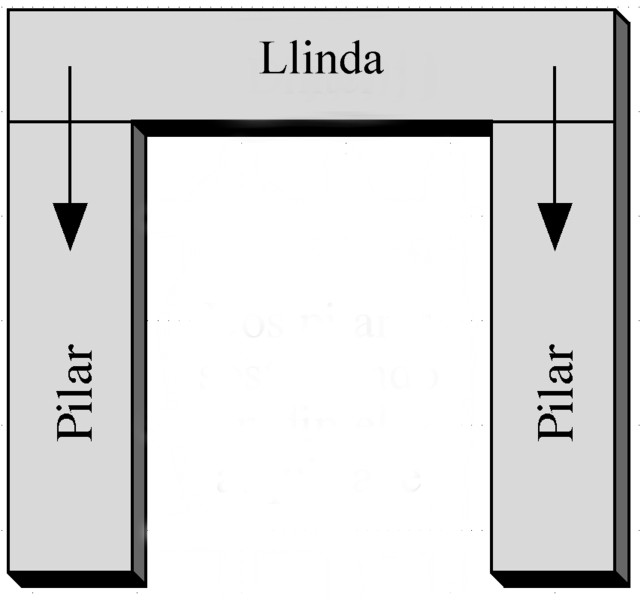
Esquema mostrant la transferència de forces de la llinda als pilars

Una llinda és un element estructural horitzontal que descansa sobre dos muntants o rebranques. És l'element superior que permet obrir forats en els murs per conformar portes i finestres. Per extensió, l'arquitectura o construcció, que fa servir llindes per cobrir els espais en els edificis s'anomena arquitectura arquitravada o construcció arquitravada. La que utilitza arcs o voltes s'anomena arquitectura voltada.
Al centre del ventall és on se sofreixen els majors esforços, que són de compressió en la cara superior i de tracció en la inferior. Habitualment els més difícils de suportar són els esforços de tracció, i per això la patologia més habitual en les llindes són les fissures o forats que pugen des de la cara inferior. Els millors exponents d'arquitectura arquitravada són els edificis monumentals clàssics grecs i de l'antic Egipte.

## Resistència
Per a una llinda de tipus arquitrau (com la de la imatge de la dreta), és a dir, aquella en què els seus extrems es recolzen sobre dos elements verticals (deixant el típic espai lliure enmig), les majors tensions s'acumulen sobre la secció transversal central. En aquest cas, la tensió sobre la llinda, si el gruix és petit amb relació a la longitud, es pot calcular a partir de la teoria de bigues d'Euler-Bernouilli per a la flexió mecànica de bigues. Si el gruix és d'una mida apreciable amb relació a la longitud cal emprar la teoria de Timoixenko, que considera igualment l'efecte de l'esforç tallant. En aquest segon cas, la flexió fa que la part superior de la llinda estigui comprimida, i la part inferior estigui traccionada.
Els materials rígids com les roques (el formigó i altres materials de tipus ceràmic) suporten pitjor els esforços de tracció que els de compressió, de manera que la patologia més habitual en les llindes pètries són les fissures que sorgeixen des de la part inferior de la cara inferior i progressen fins a la part superior.

## Art i arquitectura
Són moltes les llindes amb inscripcions que coronen les portes de cases de Catalunya, en alguns casos contenen els noms de qui va fer construir la casa, unes ens donen informació de l'ofici del propietari i d'altres desitjos que mostren l'esperit de qui la va construir, d'aquestes últimes ressalta la llinda de “Can Bellestoles”, a Santa Pau (La Garrotxa) de l'any 1761 que resa: “GVARDARTE VOLDRIA PERQUE AB TREBALL TE HE FETA” (Guardar-te voldria perquè amb treball t'he feta”), origen de la frase que es va convertir en popular a l'època i que simbolitzava el caràcter català.

## Galeria d'imatges

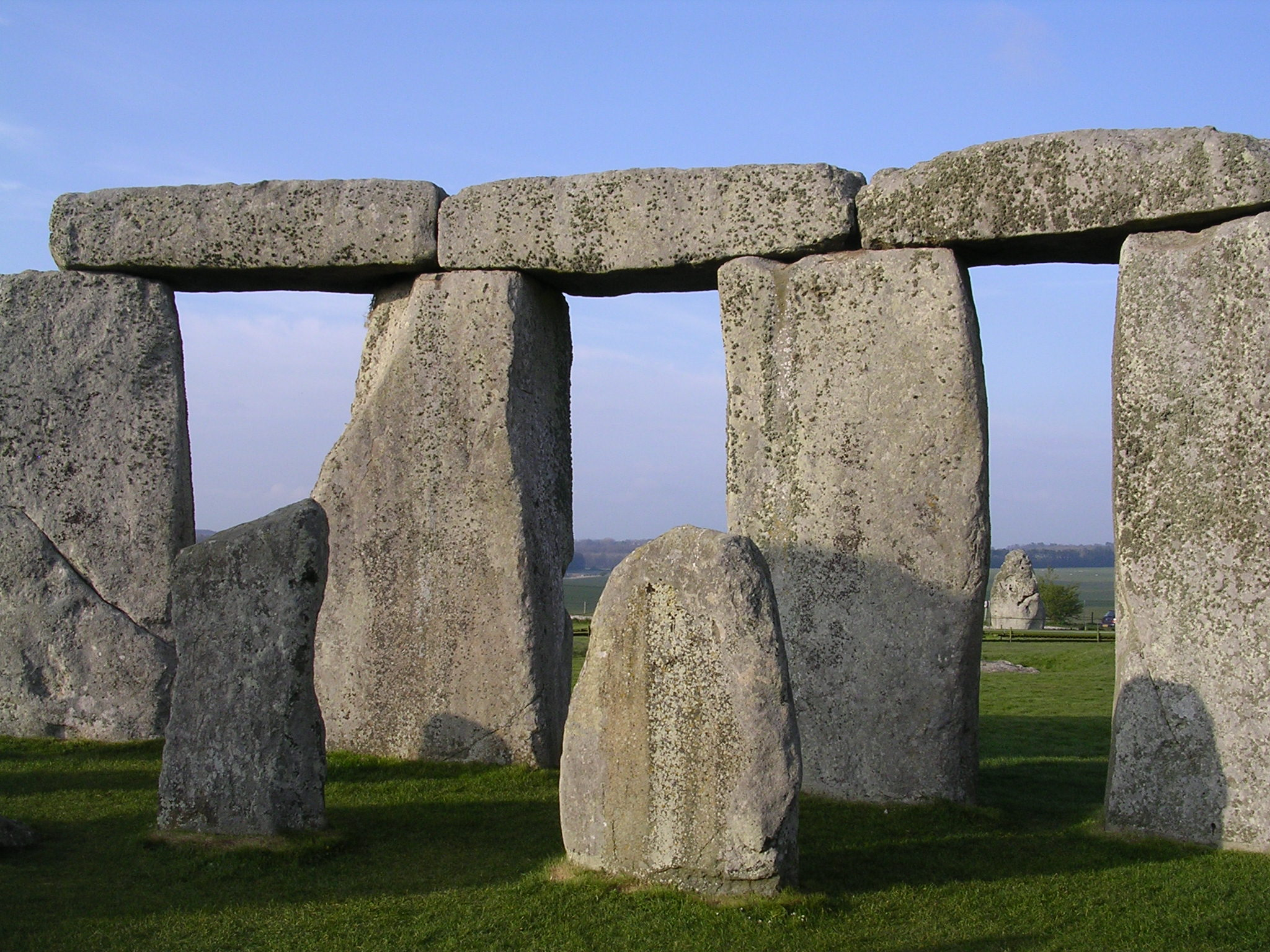
Llinda de pedra a Stonehenge
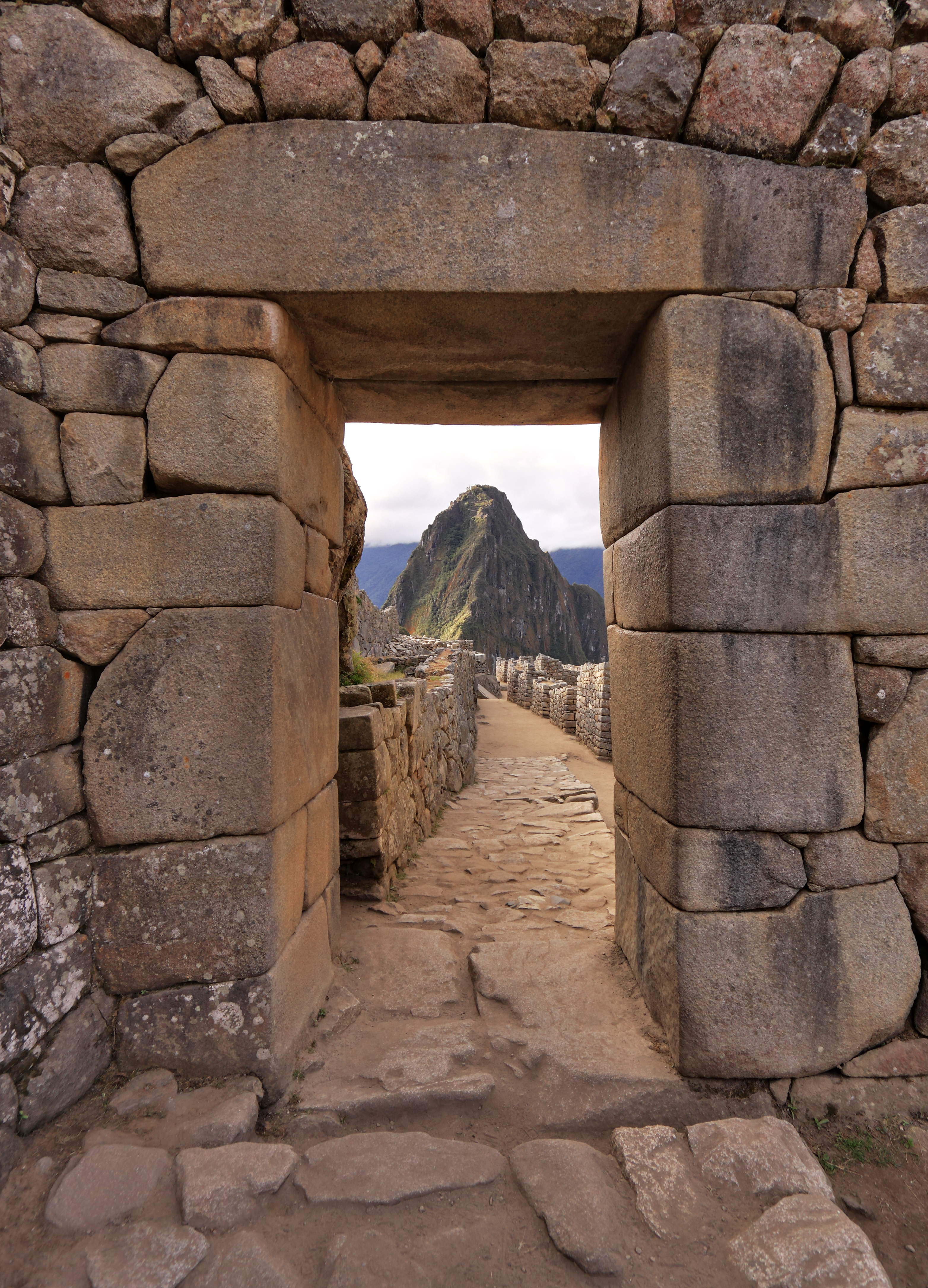
Llinda de pedra a Machu Picchu
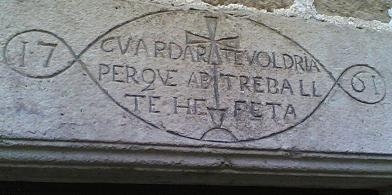
Llinda de Can Ballestoles, Santa Pau, La Garrotxa
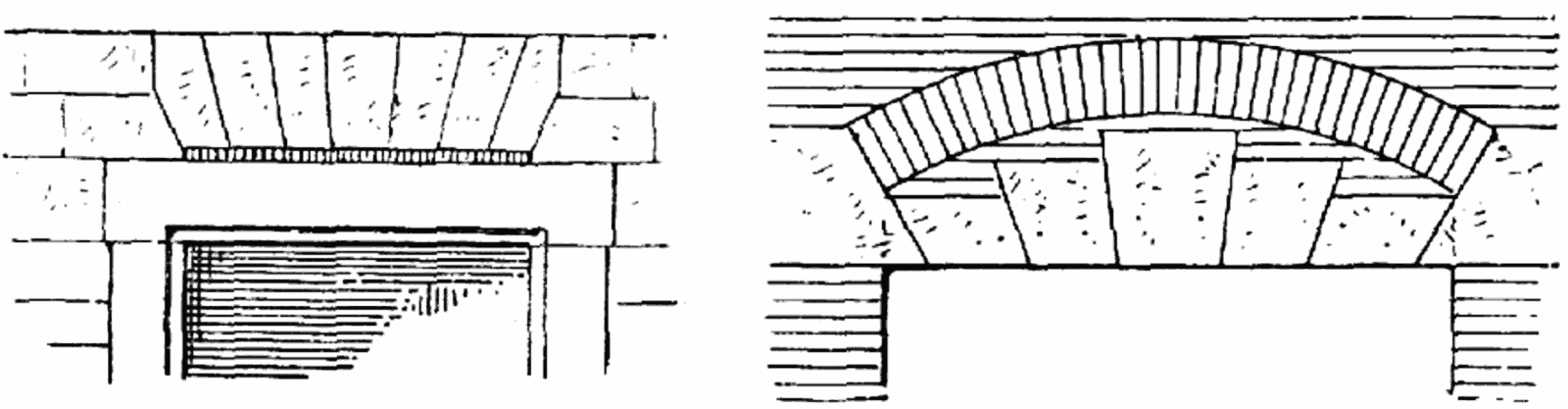
Exemples de llindes.